# Grill (Familienname)
Grill ist ein deutscher Familienname.

## Namensträger
- Alexander Grill (1938–2009), österreichischer Schauspieler
- Andrea Grill (* 1975), österreichische Biologin und Schriftstellerin
- Annika Grill (* 1994), österreichische Miss Austria 2015
- Bartholomäus Grill (* 1954), deutscher Journalist und Afrika-Experte
- Bernhard Grill (* 1961), deutscher Elektrotechniker
- Bruno Stane-Grill (1927–2012), kroatischer Bildhauer, Maler und Zeichner
- Bryan Grill (* 1965), VFX Supervisor
- Erwin Grill (* 1957), deutscher Botaniker und Hochschullehrer
- Eva Grill, deutsche Wissenschaftlerin und Hochschullehrerin
- Evelyn Grill (1942–2024), österreichische Schriftstellerin
- Franz Grill (1756–1793), österreichischer Komponist
- Georg II. Grill (1579 oder 1580–1638), österreichischer Ordensgeistlicher und Abt des Stifts Wilhering
- Gerhard Grill (1936–2014), deutscher Handballspieler
- Gertrude Grill (1904–1988), österreichische Politikerin
- Harald Grill (* 1951), deutscher Schriftsteller
- Heinz Grill (1909–1983), österreichischer Archivar und Schriftsteller
- Isabelle Grill (* 1997), schwedische Schauspielerin
- Johann Grill (1835–1917), deutscher Bergsteiger und Bergführer
- Julius Grill (1840–1930), deutscher evangelischer Theologe, Indologe und Religionswissenschaftler
- Kalanit Grill-Spector (* vor 1970), israelische Neuropsychologin und Hochschullehrerin
- Kurt-Dieter Grill (* 1943), deutscher Politiker (CDU)
- Lennart Grill (* 1999), deutscher Fußballtorhüter
- Leonhard Grill (* 1970), österreichischer Experimentalphysiker
- Leopold Grill (1903–1987), österreichischer Zisterzienser und Ordenshistoriker
- Lisa Grill (* 2000), österreichische Skirennläuferin
- Lorenz Grill (1863–1928), deutscher Verwaltungsjurist, Bezirksamtsvorstand am Bezirksamt Mallersdorf und Laufen
- Lukas Grill (Fußballspieler, 1991) (* 1991), österreichischer Fußballspieler
- Lukas Grill (Fußballspieler, 1993) (* 1993), deutscher Fußballspieler
- Markus Grill (* 1968), deutscher Journalist
- Martha Grill (1912–?), jugoslawiendeutsche Autorin und Germanistin
- Maximilian Grill (* 1976), deutscher Schauspieler
- Michael Grill (* 1955), deutscher Kirchenmusiker und Komponist
- Oswald Grill (1878–1964), österreichischer Maler
- Paul Grill (* 1979), deutscher Schauspieler
- Petra Grill (* 1972), deutsche Schriftstellerin
- Roman Grill (* 1966), deutscher Fußballspieler und Spielerberater
- Rudolf Grill (1910–1987), österreichischer Geologe
- Severin Grill (1893–1975), österreichischer Zisterzienser und Theologe
- Sophie Grill (* 1999), österreichische Fallschirmspringerin und Skirennläuferin
- Stephan Grill (* 1974), deutscher Biophysiker
- Theodor Grill (1902–1986), österreichischer Kommunalpolitiker (BM von Linz)
- Veronika Grill (* 1992 oder 1993), Bürgermeisterin von Bad Mitterndorf
- Werner Grill (1920–2014), deutscher Chirurg
- William Grill (* 1990), britischer Illustrator und Kinderbuchautor
- Willy Grill (1883–1957), deutscher Schauspieler
- Wolfgang Grill, deutscher Handelslehrer und Fachbuchautor (Bankwesen)